# 山东管理学院
山东管理学院是一所山东省属普通本科高校。前身为山东省工会干部管理学院，创建于1938年，现有两个校区（历城校区和长清校区），但历城校区已不承担教学任务，两校区占地总面积1103亩。

## 历史
- 1938年，创建于沂水县，命名为山东省总工会干部学校。
- 1950年，迁至济南。
- 1985年，开始举办成人大专教育。
- 1987年，经原国家教委和山东省人民政府批准,改建为山东省工会管理干部学院。
- 1998年，年经山东省教育厅批准,成为山东省首批高等职业技术教育办学单位之一。
- 2004年，省政府批准学院成立国际交流学院,与6个国家开展了联合办学。
- 2006年，开始面向全国招收普通高等职业技术教育专科生。
- 2013年，经教育部批准由山东省工会管理干部学院改建为山东管理学院。[1]

## 机构设置

### 党政机构
| - 党委（院长）办公室 （页面存档备份，存于） - 纪委(监察专员办公室)综合处、纪检监察室 （页面存档备份，存于） - 党委组织部（党校） （页面存档备份，存于） - 党委宣传部 （页面存档备份，存于） - 党委统战部 （页面存档备份，存于） - 教师工作部、人事处（人才工作办公室） （页面存档备份，存于） - 学生工作部（处） （页面存档备份，存于） - 机关党总支 （页面存档备份，存于） - 发展规划处 - 教务处（教师发展中心） （页面存档备份，存于） | - 科研处（学科建设办公室） （页面存档备份，存于） - 招生就业处（大学生就业指导中心） （页面存档备份，存于） - 国际交流与合作处（港澳台事务办公室） （页面存档备份，存于） - 财务处 （页面存档备份，存于） - 审计处 （页面存档备份，存于） - 资产管理处 （页面存档备份，存于） - 后勤管理处 （页面存档备份，存于） - 安全保卫处 （页面存档备份，存于） - 基建处 - 离退休工作处 |

### 群团组织
工会 （页面存档备份，存于）
团委 （页面存档备份，存于）

### 院系设置
设有劳动关系学院、工商学院、会计学院、人文学院、艺术学院、经贸学院、信息工程学院、机电学院、国际交流学院、继续教育学院等13个院（部），专业涉及管理学、经济学、工学、文学、艺术学、法学六个学科。
| 学院名称                       | 本科专业                                           | 专科专业                                                                 | 官网                                                | 研究所 |
| ------------------------------ | -------------------------------------------------- | ------------------------------------------------------------------------ | --------------------------------------------------- | --- |
| 劳动关系学院（齐鲁工匠研究院） | 劳动关系、公共关系、人力资源管理、社会工作         | 人力资源管理、法律事务、公共关系                                         | 劳动关系学院官方网站 （页面存档备份，存于）         | 劳动关系学研究所 （页面存档备份，存于） |
| 工商学院                       | 工商管理、市场营销、物流管理                       | 旅游管理                                                                 | 工商学院官方网站 （页面存档备份，存于）             | 山东新型城镇化研究所 （页面存档备份，存于）                                                                                                 |
| 会计学院                       | 会计学、审计学、财务管理、资产评估                 | 会计                                                                     | 会计学院官方网站 （页面存档备份，存于）             | 内部控制与风险管理研究所 （页面存档备份，存于）                                                                                             |
| 艺术学院                       | 文化产业管理、环境设计、艺术管理、艺术与科技       | 环境艺术设计、视觉传播设计与制作、广告设计与制作、动漫制作技术、音乐教育 | 艺术学院官方网站 （页面存档备份，存于）             | 非遗传承基地 （页面存档备份，存于） |
| 信息工程学院                   | 计算机科学与技术、软件工程、信息管理与信息系统     | 计算机应用技术、计算机网络技术、物联网应用技术                           | 信息工程学院官方网站 （页面存档备份，存于）         | 中医药数据云服务重点实验室 （页面存档备份，存于）                                                                                           |
| 经贸学院                       | 国际经济与贸易、经济学、金融工程、投资学、电子商务 | 电子商务、金融管理                                                       | 经贸学院官方网站 （页面存档备份，存于）             | 新兴业态发展研究所 （页面存档备份，存于） 乡村振兴电子商务研究中心 （页面存档备份，存于） 一带一路服务贸易创新研究所 （页面存档备份，存于） |
| 智能工程学院                   | 机器人工程、安全工程、电子信息工程                 | 电气自动化技术                                                           | 智能工程学院官方网站 （页面存档备份，存于）         | 公共安全管理技术重点实验室 （页面存档备份，存于）                                                                                           |
| 人文学院                       | 商务英语、秘书学、网络与新媒体                     | 新闻采编与制作、老年服务与管理、学前教育                                 | 人文学院官方网站 （页面存档备份，存于）             | 中华文化教育与发展研究所 （页面存档备份，存于）                                                                                             |
| 国际交流学院                   |                                                    | 国际商务（中澳合作）、工商企业管理（中澳合作）、会计（ACCA方向）         | 国际交流学院官方网站 （页面存档备份，存于）         | 国际交流与合作处 港澳台事务办公室 |
| 马克思主义学院                 |                                                    |                                                                          | 马克思主义学院官方网站 （页面存档备份，存于）       | |
| 体育教学部                     |                                                    |                                                                          | 体育教学部官方网站 （页面存档备份，存于）           | |
| 继续教育学院                   |                                                    |                                                                          | 继续教育学院官方网站 （页面存档备份，存于）         | |
| 工会教育干部培训学院           |                                                    |                                                                          | 工会教育干部培训学院官方网站 （页面存档备份，存于） | |

### 研究机构
- 教学督导与评价中心 （页面存档备份，存于）
- 工会理论研究院[]

### 科研、教辅机构
- 网络信息管理中心 （页面存档备份，存于）
- 实验（实训）管理中心
- 图书馆 （页面存档备份，存于）
- 档案馆（校史办公室） （页面存档备份，存于）

## 图书馆
学院图书馆始建于1978年9月，新校图书馆大楼2012年建成使用，建筑面积2.36万平方米，设有9个阅览书库，2594个阅览座位。中外文图书117万余册，电子图书60万种，中外文纸质报纸105种，期刊910种。

### 开放时间
周一至周天
阅览时间：7：00——22：00
阅览时间：8：30——22：00
借还时间：8：30——18：00

## 合作院校
| 学校                 | 国家（地区） |
| -------------------- | ------------ |
| 济南大学             | 中国         |
| 玄奘大学             | 臺灣         |
| 修平科技大学         | 臺灣         |
| 育达科技大学         | 臺灣         |
| 南华大学             | 臺灣         |
| 和春技术学院         | 臺灣         |
| 稻江科技暨管理学院   | 臺灣         |
| 高雄市立空中大學     | 臺灣         |
| 湖南大学             |              |
| 群山大学             |              |
| 祥明大学             |              |
| 吉隆坡建设大学       | 马来西亚     |
| 汝来大学             | 马来西亚     |
| 博仁大学             | 泰國         |
| 克莱蒙费朗第一大学   | 法國         |
| BPP大学              | 英国         |
| 利物浦约翰摩尔斯大学 | 英国         |
| 罗伯特戈登大学       | 英国         |
| 坎布里亚大学         | 英国         |
| 林奈大学             | 瑞典         |
| 温哥华岛大学         | 加拿大       |
| 杨斯敦州立大学       | 美国         |
| 莫瑞州立大学         | 美国         |
| 纽约州立大学         | 美国         |
| 悉尼科技大学         |              |
| 格里菲斯大学         |              |
| 墨尔本理工学院       |              |
| 墨尔本科技学院       |              |
| 新西兰教育学院       | 新西兰       |
| 维特利亚国立理工学院 | 新西兰       |
| 怀卡托理工学院       | 新西兰       |

## 文化

### 办学方针
依托工会，突出特色，为经济社会和谐发展服务

### 学习精神
敦品励学 精业笃行 探索真理 追求卓越

### 校训
明德弘毅 博学笃行

### 教风
博学慎思 教学相长

### 学风
文明守纪 知行合一